# Dżubb Kas
Dżubb Kas (arab. جب كاس) – miejscowość w Syrii, w muhafazie Aleppo. W 2004 roku liczyła 2161 mieszkańców.